# 比格爾霍爾冰川
66°33′S 64°7′W / 66.550°S 64.117°W
比格爾霍爾冰川（英語：Beaglehole Glacier）是南極洲的冰川，位於葛拉漢地東岸的弗因海岸，流經斯珀角和弗里德里希森冰川，以新西蘭的歷史學家命名。